# Открытый артериальный проток
Откры́тый артериа́льный прото́к (ОАП) — врождённый порок сердца, при котором артериальный проток новорождённого (Боталлов проток) не зарастает после рождения. Относится к белым порокам. Ранние симптомы встречаются редко, но в первый год жизни могут наблюдать усиление работы дыхания и плохой набор веса. С возрастом ОАП может привести к остановке сердца, при отсутствии коррекционной терапии.

## Этиология
Открытый артериальный проток может быть идиопатическим (то есть без установления причины) или вторичным по отношению к другим состояниям. К предрасполагающим факторам относят:
- Недоношенность
- Синдром врождённой краснухи
- Хромосомные заболевания, например синдром Дауна

### Закрытие артериального протока в норме
У развивающегося плода артериальный проток соединяет лёгочную артерию и аорту, что позволяет снабжать наполненные жидкостью сжатые лёгкие плода оксигенированной кровью из правого желудочка и при этом не перегружать его. В период внутриутробного развития, этот шунт защищает правый желудочек от перегрузок путём сброса избыточной крови (которая не может пройти в легочные артерии из-за высокого сопротивления в сжатых лёгких) в аорту в обход малого круга кровообращения. Внутриутробное закрытие этого протока может привести к правожелудочковой недостаточности.
Когда новорождённый делает свой первый вдох, лёгкие расправляются и сопротивление сосудов лёгких уменьшается. После рождения лёгкие высвобождают брадикинин, который сокращает гладкие мышцы стенок артериального протока и уменьшает кровоток через него. Артериальный проток обычно сужается и полностью зарастает в течение 15-20 часов жизни, но не более 2-8 недель (в редких случаях до 15 недель при положительной динамике закрытия). Основной стимул закрытия протока — увеличение содержания кислорода в крови новорождённых. Выделение материнских циркулирующих простагландинов препятствует закрытию протока. В современной практике препараты, тормозящие образование простагландинов, используются как терапевтические средства для закрытия артериального протока у новорожденных при врожденном дефекте его закрытия. Рубец из фиброзных остатков артериального протока называют артериальной связкой, которая остаётся в нормальном сердце взрослого человека.

## Клиническая картина
Общие симптомы:
- Тахикардия
- Дыхательные проблемы
- Одышка
- Длительный «машинный» шум, выслушиваемый во втором-третьем межреберье
- Увеличение размеров сердца
- Высокое пульсовое давление
- Замедленный рост и развитие[3]

### Прогноз
Без лечения заболевание может прогрессировать из белого порока (со сбросом слева-направо) в синий порок (со сбросом справа-налево).
На ранних этапах развития недоношенного новорожденного функционирование ОАП может считаться нормой, необходимо оценить его гемодинамическую значимость.

## Дополнительные изображения

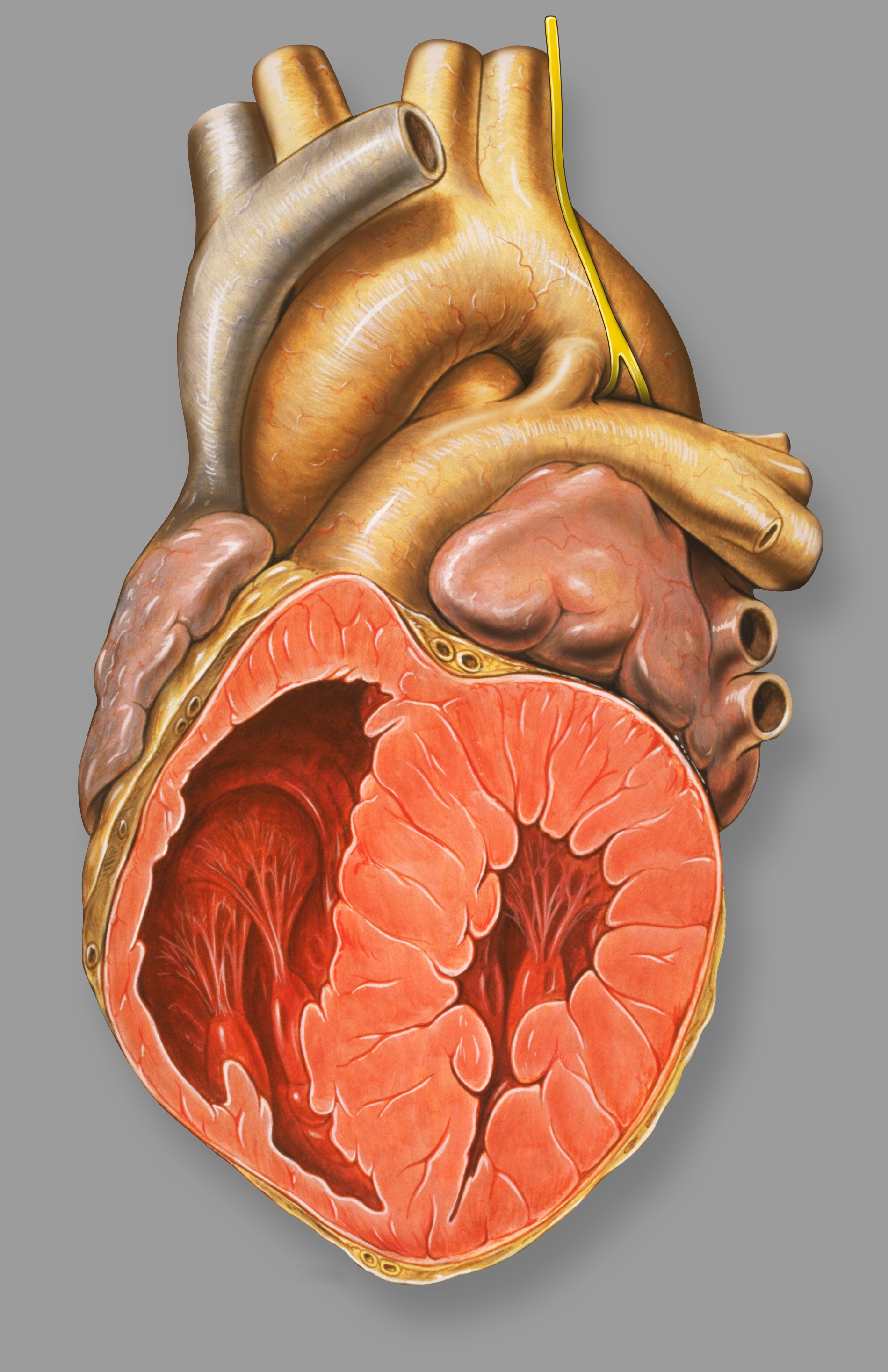
Открытый артериальный проток